# Wołogoszcz (województwo lubuskie)
Wołogoszcz (niem. Wolgast) – wieś w Polsce położona w województwie lubuskim, w powiecie strzelecko-drezdeneckim, w gminie Dobiegniew w pobliżu drogi krajowej nr 22. Wieś położona jest pomiędzy jeziorami Słowie, Ołogoszcz Wielka oraz Ołogoszcz Mała.
W latach 1975–1998 miejscowość administracyjnie należała do województwa gorzowskiego.

## Zabytki
Do wojewódzkiego rejestru zabytków wpisany jest:
- kościół ewangelicki, obecnie rzymskokatolicki filialny pod wezwaniem Podwyższenia Krzyża Świętego, szachulcowy, z XVIII wieku.